# Горевая (приток Пыщуга)
Горевая (Гаревая) — река в России, протекает в Пыщугском районе Костромской области. Устье реки находится в 49 км по левому берегу реки Пыщуг. Длина реки составляет 20 км, площадь водосборного бассейна 96,7 км².
Исток реки расположен к югу от деревни Гаревая на границе с Павинским районом в 9 км к северо-востоку от Пыщуга. Река течёт сначала на северо-запад, затем поворачивает на юго-запад. В верхнем течении на берегу реки деревня Гаревая, нижнее течение проходит по ненаселённому заболоченному лесу. Впадает в Пышуг неподалёку от деревни Ингерь.

## Данные водного реестра
По данным государственного водного реестра России относится к Верхневолжскому бассейновому округу, водохозяйственный участок реки — Ветлуга от истока до города Ветлуга, речной подбассейн реки — Волга от впадения Оки до Куйбышевского водохранилища (без бассейна Суры). Речной бассейн реки — (Верхняя) Волга до Куйбышевского водохранилища (без бассейна Оки).
Код объекта в государственном водном реестре — 08010400112110000041578.